# Barão
Barão là một đô thị thuộc bang Rio Grande do Sul, Brasil. Đô thị này có diện tích 124,497 km², dân số năm 2007 là 5293 người, mật độ 42,52 người/km².